# NY検事局
『NY検事局』（ニューヨークけんじきょく、Night Falls on Manhattan）は、1997年のアメリカ合衆国のサスペンス映画。監督はシドニー・ルメット、出演はアンディ・ガルシア、レナ・オリン、リチャード・ドレイファスなど。原題の意味は「マンハッタンの夜はふけて」。
ニューヨークを舞台に、警官の父親を持ち、正義を信じる検事補が、警察内部の汚職を知ったことから苦悩する姿を描いた社会派サスペンスミステリー。
原作は元ニューヨーク市警察警察委員のロバート・デイリーの小説『墮ちた証拠』（原題：Tainted Evidence）。

## ストーリー
元警官のショーン・ケイシーは33歳にしてニューヨーク市の検事となり、「法の下、万民は皆平等である」との信念を抱き、職務に邁進していた。
そんな中、彼の敬愛する父で現職のニューヨーク市警刑事であるリアムが、かねてから追っていた麻薬密売組織のボスであるジョーダンの隠れ家を急襲した際に、ジョーダンに撃たれて瀕死の重傷を負ってしまう。この事態に地方検事局長モーガンスターンは、選挙対策としてのマスコミ向けのアピール目的に、ショーンにジョーダンの裁判を担当させることにする。
やがてジョーダンはベテラン弁護士のヴィゴダと共に出頭し、裁判が始まるが、その過程でニューヨーク市警内部の腐敗が明らかになる。裁判には何とか勝ったものの、リアムもそれに関わっているのではないかという疑念がショーンを苦悩させてゆく。そんな中、体調を崩して選挙を降りたモーガンスターンの代わりにショーンは地方検事選挙に立候補することになる。
ある日、ショーンはヴィゴタに呼び出され、地方検事に選ばれたら麻薬密売組織から金をもらっている悪徳警官を調べて欲しいと依頼される。ヴィゴタがそもそもジョーダンの弁護を引き受けたのも汚職を明らかにすることが目的であり、ジョーダン本人を弁護する気などなかったのだと言う。一方、元警官で麻薬の密売人だったとされるクラインホフの水死体が発見されたことから、地方検事局刑事部が捜査を始め、リアムの相棒刑事であるジョーイが捜査線上に浮上する。刑事部からの依頼でジョーイに接触したショーンはジョーイ本人と相棒のリアムの2人から潔白であるとの言葉を聞き、それを刑事部に報告する。
選挙が行なわれ、ジョーダンを有罪に導いた功績を評価されたショーンは若くして地方検事となる。
ショーンの指揮の下、悪徳警官に関する捜査は進み、5人の現職警官を起訴するに至るが、同時にショーンはジョーダンを逮捕する際に取っていたはずの逮捕状の原本が見つからないことに気付く。その件をリアムに確認するために父の家にやって来たショーンは、リアムとジョーイの3人で穏やかに夕飯を楽しんでいたが、食後になって、ジョーイが賄賂をもらっていたことを告白し、ショーンに司法取引を持ちかけると、更にジョーイを含めた8人の警官がジョーダンの殺害を企てていたことまでも告白する。ショーンがジョーイを激しく罵ると、ジョーイは家を出て行く。相棒が賄賂をもらっていたことを知らなかったリアムはショックを受ける。そんなリアムにショーンは逮捕状の件を問い質す。リアムは、逮捕状の期限が既に切れていたが、どうしてもジョーダンを逮捕するためにインペリテリ判事の署名を真似て逮捕状を捏造したことをショーンに告白する。ショーンは激しいショックを受ける。
その夜、泥酔したジョーイは拳銃自殺する。それを知ったショーンはリアムの下に向かうが、リアムは既にインペリテリ判事の家を訪ね、逮捕状の捏造を告白していた。オフィスで父からの連絡を待っていたショーンは父が捏造した逮捕状をシュレッダーにかける。そこにインペリテリからショーンに電話が来る。インペリテリはリアムの目の前でジョーダンの逮捕状を逮捕時の日付で作成しながら、別の逮捕状を破棄するように言う。こうして逮捕状捏造事件は隠蔽される。常に正しくありたいと願うショーンは地方検事を辞めようとするが、それをヴィゴタが説得して引き止める。
それから8ヶ月後、新人検事に対する初日の講義に地方検事として登壇したショーンは自分の経験をもとに新人たちに向けて検事としての心得を熱く説く。

## キャスト
ショーン・ケイシー
演 - アンディ・ガルシア、日本語吹替 - 山路和弘
元警官の新人検事。
リアム・ケイシー
演 - イアン・ホルム、日本語吹替 - 堀勝之祐
ショーンの父。ベテラン刑事。
ペギー・リンドストロム
演 - レナ・オリン、日本語吹替 - 高島雅羅
ヴィゴダの助手。ショーンと恋仲に。実家が金持ち。
サム・ヴィゴダ
演 - リチャード・ドレイファス、日本語吹替 - 佐々木勝彦
人権派のベテラン弁護士。
ジョーイ・アレグレット
演 - ジェームズ・ガンドルフィーニ、日本語吹替 - 辻親八
リアムの相棒刑事。
モーゲンスターン
演 - ロン・リーブマン、日本語吹替 - 糸博
ニューヨーク市地方検事局長。ショーンを抜擢。
エリヒュー・ハリソン
演 - コルム・フィオール
首席検事補。ショーンを抜擢したモーガンスターンと対立。
ジョーダン・ワシントン
演 - シーク・マハムード＝ベイ
麻薬密売組織のボス。
マクガヴァン
演 - ポール・ギルフォイル
ニューヨーク郡地方検事局行政次官で第2補佐官。新人検事らの教官。

## 作品の評価
Rotten Tomatoesによれば、29件の評論のうち高評価は69%にあたる20件で、平均点は10点満点中6.7点となっている。
Metacriticによれば、19件の評論のうち、高評価は9件、賛否混在は9件、低評価は1件で、平均点は100点満点中58点となっている。